# Trung tâm ngữ
Trung tâm ngữ là thành phần trung tâm bị tu sức ngữ tu sức và giới hạn trong đoản ngữ, quyết định từ loại của đoản ngữ. Ví dụ, trung tâm ngữ của đoản ngữ danh từ phóng viên Việt Nam là danh từ phóng viên, trung tâm ngữ của đoản ngữ động từ chạy thật nhanh là động từ chạy.
Phổ thông mà nói, trung tâm ngữ là thành phần quan trọng nhất trong một phần câu nói. Ví dụ, bươm bướm bay, thành phần quan trọng nhất là bươm bướm; chơi đùa vui vẻ, thành phần quan trọng nhất là chơi đùa. Nếu thiếu bươm bướm hoặc chơi đùa thì ý nghĩa không hoàn chỉnh.

## Khác biệt ngôn ngữ

### Tiếng Trung Quốc
Trong tiếng Trung Quốc hiện đại, trung tâm ngữ và tu sức ngữ hợp thành đoản ngữ thiên chính, nếu tu sức ngữ là định ngữ thì gọi là đoản ngữ định-trung, nếu tu sức ngữ là trạng ngữ thì gọi là đoản ngữ trạng-trung. Trung tâm ngữ và bổ ngữ hợp thành đoản ngữ trung-bổ.

#### Cấu tạo định ngữ - trung tâm ngữ
Định ngữ - trung tâm ngữ gọi tắt là định-trung. Trung tâm ngữ của đoản ngữ định-trung thông thường do từ ngữ thể từ đảm nhận. Ví dụ:
- Danh từ: 木头房子，野生动物，壮丽的山河，面无表情的样子
- Đại từ: 现在的他们，从不吃荤的她，小小年纪的他，气喘吁吁的他
- Đoản ngữ định-trung: 刚买的新书，非洲野生动物，一次性注射器材，优秀语文教师
- Đoản ngữ phục chỉ[Chú ý 2]: 气候宜人的海滨城市青岛，面貌一新的首都北京，经验丰富的司机小王
- Đoản ngữ liên hợp: 她的希望和幻想，我的所见所闻，高速发展的工业农业
- Đoản ngữ chữ 的: 一点吃的，一群看热闹的，那些打太极拳的，两个卖报纸的

Từ ngữ vị từ cũng có thể đảm nhận làm trung tâm ngữ. Ví dụ: 群众的支持，温度的下降，商人的精明，智力的开发，体制的束缚，满腹的怨恨

#### Cấu tạo trạng ngữ - trung tâm ngữ
Trạng ngữ - trung tâm ngữ gọi tắt là trạng-trung. Trung tâm ngữ của đoản ngữ trạng-trung thông thường do từ ngữ vị từ đảm nhận. Ví dụ:
- Động từ: 彻底领悟，坐火车走，小声议论，公开道歉
- Hình dung từ: 三尺宽，极为出色，过分苛刻，非常深刻
- Đoản ngữ trạng-trung: 没命地乱窜，试探地往前走，不住地往我这里望，着急地大声喊着
- Đoản ngữ động-tân: 在后面跟着他，迅速逃离现场，悠闲地捋着胡子，悠悠地飘入我的脑际
- Đoản ngữ động-bổ: 慢慢变大，将要搬出去，无声地蔓延过来，悄悄地塞进去
- Đoản ngữ liên hợp: 更加清新碧绿，乱哄哄地又挤又拥，高兴地又唱又跳，精心安排设计
- Đoản ngữ liên vị: 按时来上学，暑假去海南旅游，天天到操场跑步，飞快地跑过去开门

Có lúc số từ hoặc lượng từ cũng có thể đảm nhận làm trung tâm ngữ. Ví dụ: 正好五位，就两节课，才五点钟

#### Cấu tạo trung tâm ngữ - bổ ngữ
Trung tâm ngữ - bổ ngữ gọi tắt là trung-bổ. Trung tâm ngữ của đoản ngữ trung-bổ thông thường do động từ và hình dung từ đảm nhận. Ví dụ:
- Động từ: 装修得很好看，跑得太慢了，安排好，跳进来，走进去，打开，学会，读两遍，来自越南，她比我有经验得多
- Hình dung từ: 自命不凡得厉害，惊慌失措得像个孩子，可爱得很，忙起来，暗下去，热得满头是汗

### Tiếng Anh
Trong tiếng Anh, trung tâm ngữ của một từ ghép là từ cán quyết định loại hình ngữ nghĩa của nó, ví dụ như trung tâm ngữ của handbag là bag, không phải là hand. Quan sát hai diễn đạt bên dưới:
- big red dog
- birdsong

Danh từ dog là trung tâm ngữ của đoản ngữ big red dog, bởi vì nó quyết định phạm trù cú pháp của đoản ngữ, khiến đoản ngữ đó trở thành một đoản ngữ danh từ, mà không phải là đoản ngữ tính từ. Tính từ big và red là dùng để tu sức cho trung tâm ngữ, cho nên gọi là y tồn ngữ. Tương tự, từ cán song trong từ ghép birdsong là trung tâm ngữ, bởi vì nó quyết định ý nghĩa cơ bản của cả câu. Từ cán bird là y tồn ngữ của song. Birdsong là một loại song, mà không phải là loại bird. Ngược lại, songbird là một loại bird.
Trong ngữ pháp phụ thuộc, bộ phận tu sức trung tâm ngữ trong đoản ngữ hoặc từ ghép, gọi là y tồn ngữ. Trung tâm ngữ và y tồn ngữ hình thành mối quan hệ y tồn (dependency). Đoản ngữ hoặc từ ghép có chứa trung tâm ngữ thì gọi là cấu tạo hướng tâm (endocentric), cấu tạo li tâm (exocentric) chỉ kết cấu không có trung tâm ngữ. Trung tâm ngữ vô cùng quan trọng đối với việc xác định phương hướng phân nhánh. Đoản ngữ của trung tâm ngữ đặt trước thì phân nhánh bên phải, đoản ngữ của trung tâm ngữ đặt sau thì phân nhánh bên trái, đoản ngữ của trung tâm ngữ đặt giữa thì phân nhánh cả bên trái và bên phải.

## Biểu diễn cây phân tích

### Cây phân tích
Rất nhiều lí luận cú pháp đều dùng cấu tạo hình cây để biểu thị cây phân tích. Những cây phân tích này thông thường tiến hành tổ chức theo một trong hai loại quan hệ bên dưới: hoặc là quan hệ hợp thành của ngữ pháp cấu tạo đoản ngữ (hình bên trái), hoặc là quan hệ y tồn của ngữ pháp phụ thuộc (hình bên phải). Ví dụ biểu đồ:
Cây phân tích kí hiệu chữ a thông qua nhãn phạm trù ngữ pháp, cây phân tích kí hiệu chữ b thông qua bản thân đơn từ mà làm dấu. Danh từ stories là trung tâm ngữ của funny (hình a). Trong cây quan hệ hợp thành bên trái, danh từ đem phạm trù ngữ pháp của nó chiếu vào trong nút mẹ, khiến cả đoản ngữ có tính danh từ (NP). Trong cây quan hệ y tồn bên phải, danh từ chỉ chiếu một nút, nút này chi phối nút tính từ chiếu vào, cũng khiến cả đoản ngữ có tính danh từ.

### Ví dụ thêm
Dưới đây nêu ra thêm ví dụ. Cây phân tích kí hiệu chữ a bên trái là cây quan hệ hợp thành, cây phân tích kí hiệu chữ b bên phải là cây quan hệ y tồn. Hình biểu diễn cây phân tích dưới đây sử dụng bản thân đơn từ mà tiến hành đánh dấu, mà không phải thông qua phạm trù ngữ pháp mà đánh dấu. 

#### Trung tâm ngữ đặt giữa
Cây quan hệ hợp thành của trung tâm ngữ đặt giữa ở đây chọn dùng phân nhánh n nguyên truyền thống hơn mà phân tích. Bởi vì rất nhiều lí luận ngữ pháp cấu tạo đoản ngữ nổi tiếng (ví dụ như lí luận quản lí và ràng buộc (en) và phương án tối giản (en)) đều chọn dùng luật phân nhánh nhị nguyên, những cây phân nhánh n nguyên này có khả năng gây tranh cãi. 

### Cây lí luận X'
Dựa vào cây phân tích của lí luận X' cũng có thể xác định vị trí của trung tâm ngữ, mặc dù việc miêu tả trung tâm ngữ không hề trực tiếp như cách trên. Dàn khung lí luận X' tiêu chuẩn của tiếng Anh được vẽ như bên dưới: 
Trong kết cấu này vừa có trung tâm ngữ đặt trước vừa có trung tâm ngữ đặt sau: đặt trước thể hiện ở chỗ trung tâm ngữ X0 nằm phía trước bổ ngữ; đặt sau thể hiện ở chỗ hình chiếu X' của trung tâm ngữ nằm phía sau tiêu định ngữ. 

## Tham số phương hướng trung tâm ngữ
Phương hướng của trung tâm ngữ đối với việc xác định phân nhánh vô cùng quan trọng. Đoản ngữ của trung tâm ngữ đặt trước phân nhánh sang phải, đoản ngữ của trung tâm ngữ đặt sau phân nhánh sang trái, đoản ngữ của trung tâm ngữ đặt giữa phân nhánh cả bên trái và bên phải. Vì vậy, có một số nhà phân loại học ngôn ngữ căn cứ vào tham số phương hướng trung tâm ngữ trong ngữ tự đem ngôn ngữ tuân theo cú pháp học mà tiến hành phân loại, giả định mỗi loại ngôn ngữ có một ngữ tự cố định. Hình vẽ bên dưới là cây quan hệ y tồn của câu anh ta phát hiện bản thân mình đã biến thành một con bọ cực kì to lớn, câu thoại đầu tiên trong tác phẩm Hoá thân của nhà văn Franz Kafka. 
Cây phân tích cho thấy rõ tiếng Anh xét về mức độ to lớn là một loại ngôn ngữ có trung tâm ngữ đặt trước, kết cấu giảm dần từ trái sang phải. Nhưng cũng có tồn tại một số ít quan hệ y tồn có trung tâm ngữ đặt sau, ví dụ như quan hệ y tồn giữa hạn định từ và danh từ (a bug), quan hệ y tồn giữa tính từ và danh từ (monstrous bug, verminous bug), quan hệ y tồn chủ ngữ và động từ (he discovered, he had). Trên thực tế sự kết hợp trung tâm ngữ đặt trước và trung tâm ngữ đặt sau mới là trạng thái bình thường. Loại ngôn ngữ có trung tâm ngữ đặt trước hoặc trung tâm ngữ đặt sau thuần tuý, khả năng cơ bản là không tồn tại. Mặc dù như vậy, nhưng có một số loại ngôn ngữ như tiếng Nhật chẳng hạn đã tiếp cận theo hướng trung tâm ngữ đặt sau thuần tuý. Như hình dưới đây, một câu nói đồng dạng nếu dùng tiếng Nhật biểu thuật thì không khó phát hiện trung tâm ngữ đặt sau trong tiếng Nhật chiếm vị trí tuyệt đối quan trọng (kết cấu tăng dần từ trái sang phải):  

## Trung tâm ngữ đánh dấu và y tồn ngữ đánh dấu
Căn cứ một đoản ngữ là trung tâm ngữ đánh dấu hay là y tồn ngữ đánh dấu, cũng có thể đem đoản ngữ về phương diện từ pháp học chia làm hai loại. Y tồn ngữ ảnh hưởng đến hình thức của trung tâm ngữ, ta gọi là trung tâm ngữ đánh dấu; trung tâm ngữ ảnh hưởng đến hình thức của y tồn ngữ, ta gọi là y tồn ngữ đánh dấu. Thí dụ 's - lối đánh dấu sở hữu cách của tiếng Anh, xuất hiện trên y tồn ngữ man; tuy nhiên, lối dánh dấu sở hữu cách trong tiếng Hungary thì xuất hiện trên trung tâm ngữ ház:
| Tiếng Anh     | the man's house | đánh dấu sở hữu cách trên y tồn ngữ     |
| Tiếng Hungary | az ember ház-a  | đánh dấu sở hữu cách trên trung tâm ngữ |

## Chú ý
1. ↑  Thể từ là tên gọi chung của số từ, lượng từ, danh từ và đại từ. Chức năng ngữ pháp của số từ, lượng từ, danh từ và đại từ tương đối gần gũi. Bốn cái gộp lại trở thành thể từ, đối lập với vị từ.
2. ↑  Đoản ngữ phục chỉ (复指短语), hoặc gọi là đoản ngữ đồng vị (同位短语), phần lớn do hai bộ phận hợp thành, từ ngữ của mỗi bộ phận trước và sau khác nhau, nhưng biểu thị cùng một sự vật. Ví dụ: 我自己 bản thân tôi, 你们俩 hai anh chị, 父子二人 hai cha con, 首都北京 Bắc Kinh thủ đô, 我们共产党人 đảng viên ta. Thành phần trực tiếp của đoản ngữ đồng vị thông thường do từ ngữ thể từ đảm nhận, từ ngữ vị từ có lúc cũng có thể coi là thành phần trực tiếp trong đoản ngữ đồng vị. Ví dụ: 治理整顿金融秩序这项工作 công tác quản lí và chỉnh đốn trật tự tài chính, 贪污腐化这种现象 hiện tượng tham ô hủ bại. Giữa các thành phần trực tiếp của đoản ngữ đồng vị không có mối quan hệ kết cấu kiểu đồng đẳng, chọn lựa hay tăng tiến, không thể thêm vào từ ngữ quan liên (liên từ) hoặc trợ từ 的. Trong hai thành phần trực tiếp, thông thường một cái đề cập sự tương đối cụ thể, cái còn lại đề cập tương đối khái quát.
3. ↑  Vị từ là từ dùng để miêu tả hoặc phán định tính chất, đặc điểm của khách thể hoặc mối quan hệ giữa các khách thể. Căn cứ vào định nghĩa của tiếng Hán hiện đại, thể từ của tiếng Hán bao gồm danh từ, số từ, lượng từ và đại từ; vị từ của tiếng Hán bao gồm động từ và hình dung từ. Ví dụ: chữ 是 trong câu 猫是动物 là vị từ, còn 猫 là khách thể; 三大于二 thì 大于 là vị từ.